# Otto Mayer (Sportfunktionär)
Otto Mayer (* 24. Dezember 1900 in Montreux; † 10. Februar 1970 ebenda) war ein Schweizer Sportfunktionär. Er war langjähriger Kanzler des Internationalen Olympischen Komitees (IOC) und spielte eine zentrale Rolle bei der Entwicklung der olympischen Bewegung sowie der frühen Institutionalisierung des Rollsports in der Schweiz und international.

## Leben und Wirken
Otto Mayer wurde 1900 in Montreux geboren. Gemeinsam mit seinem Bruder Albert Mayer führte er ein Juweliergeschäft, war jedoch auch früh sportlich und organisatorisch aktiv. Beide Brüder engagierten sich intensiv in internationalen Sportverbänden: Albert Mayer als Präsident des Internationalen Bobsleigh- und Skeletonverbandes (FIBT) und Otto Mayer im IOC sowie im internationalen Rollhockeysport.

### Engagement im Rollhockey und Rollsport
Bereits 1911 war Otto Mayer Mitbegründer und aktiver Spieler beim Montreux Hockey Club, einem der ältesten Rollhockeyvereine Europas.
1924 war Mayer massgeblich an der Gründung der Fédération Internationale de Patinage à Roulettes (FIPR) beteiligt – des ersten internationalen Dachverbandes für Rollsportdisziplinen, aus dem später die Fédération Internationale de Roller Sports (FIRS) und schliesslich World Skate hervorgingen. Die Gründung fand im Rahmen des traditionellen Osterturniers in Montreux statt, wo Otto Mayer sowohl als Organisator als auch als Funktionär wirkte.

### Kanzler des IOC und Olympisches Museum
1946 wurde Mayer zum Kanzler des IOC ernannt – ein Amt, das er bis 1964 innehatte. In dieser Funktion war er für die Organisation des Komitees und die Verwaltung der olympischen Bewegung verantwortlich. Er war federführend an der Weiterentwicklung des Olympischen Museums in Lausanne beteiligt und unterstützte die Bewahrung des olympischen Erbes in der Villa Mon-Repos.

## Auszeichnungen
Otto Mayer wurde für seine Verdienste um den internationalen Sport 1960 mit dem Olympic Diploma of Merit (Nr. 35) ausgezeichnet.